# Енхсайхани Ням-Очир
Енхсайхани Ням-Очир (монг. Энхсайханы Ням-Очир; нар. 10 березня 1985) — монгольський борець вільного стилю, бронзовий призер чемпіонату світу, бронзовий призер чемпіонату Азії.

## Життєпис
Боротьбою почав займатися з 1998 року. 
Виступає за борцівський клуб Гілчин, Улан-Батор.

## Спортивні результати на міжнародних змаганнях

### Виступи на Чемпіонатах світу
| Змагання                        | Збірна   | Вагова категорія          | Місце  |
| ------------------------------- | -------- | ------------------------- | ------ |
| Чемпіонат світу з боротьби 2010 | Монголія | вільна боротьба, до 60 кг | 15     |
| Чемпіонат світу з боротьби 2013 | Монголія | вільна боротьба, до 60 кг | 5      |
| Чемпіонат світу з боротьби 2014 | Монголія | вільна боротьба, до 61 кг | Бронза |

### Виступи на Чемпіонатах Азії
| Змагання                       | Збірна   | Вагова категорія          | Місце  |
| ------------------------------ | -------- | ------------------------- | ------ |
| Чемпіонат Азії з боротьби 2007 | Монголія | вільна боротьба, до 55 кг | Бронза |

### Виступи на Кубках світу
| Змагання                    | Збірна   | Вагова категорія          | Місце |
| --------------------------- | -------- | ------------------------- | ----- |
| Кубок світу з боротьби 2014 | Монголія | вільна боротьба, до 61 кг | 5     |
| Кубок світу з боротьби 2017 | Монголія | вільна боротьба, до 61 кг | 6     |

### Виступи на інших змаганнях
| Змагання                                                | Збірна   | Вагова категорія          | Місце  |
| ------------------------------------------------------- | -------- | ------------------------- | ------ |
| Турнір Дана Колова — Николи Петрова 2010                | Монголія | вільна боротьба, до 60 кг | Срібло |
| Міжнародний турнір Ньюйоркського атлетичного клубу 2010 | Монголія | вільна боротьба, до 60 кг | Срібло |
| Турнір Дмитра Коркіна 2011                              | Монголія | вільна боротьба, до 60 кг | Бронза |
| Кубок Президента Бурятської Республіки з боротьби 2012  | Монголія | вільна боротьба, до 60 кг | 5      |
| Турнір Яшара Догу 2013                                  | Монголія | вільна боротьба, до 60 кг | Срібло |
| Турнір Дана Колова — Николи Петрова 2013                | Монголія | вільна боротьба, до 60 кг | Бронза |
| Відкритий кубок Монголії з боротьби 2013                | Монголія | вільна боротьба, до 60 кг | Бронза |
| Меморіал Вацлава Циолковського 2013                     | Монголія | вільна боротьба, до 60 кг | 10     |
| Золотий Гран-прі з боротьби 2014 (Париж)                | Монголія | вільна боротьба, до 61 кг | Золото |
| Турнір Яшара Догу 2014                                  | Монголія | вільна боротьба, до 61 кг | Срібло |
| Міжнародний турнір Дінмухамеда Кунаєва 2014             | Монголія | вільна боротьба, до 61 кг | 9      |
| Гран-прі «Іван Яригін» 2015                             | Монголія | вільна боротьба, до 61 кг | 10     |
| Турнір Олександра Медведя 2015                          | Монголія | вільна боротьба, до 61 кг | 16     |
| Відкритий кубок Монголії з боротьби 2015                | Монголія | вільна боротьба, до 61 кг | Бронза |
| Кубок Президента Казахстану з боротьби 2015             | Монголія | вільна боротьба, до 61 кг | Срібло |
| Гран-прі «Іван Яригін» 2016                             | Монголія | вільна боротьба, до 61 кг | 8      |
| Кубок Президента Бурятської Республіки з боротьби 2017  | Монголія | вільна боротьба, до 61 кг | 8      |